# 帕拉瓜苏保利斯塔
帕拉瓜苏保利斯塔是巴西圣保罗州的一个市镇。总面积1001.094平方公里，总人口44685人，人口密度44.6人/平方公里。